# Kissing You
«Kissing You» (с англ. — «Целую тебя») ― песня британской певицы Des’ree. Она была написана ею совместно с Тимоти Атаком для фильма База Лурмана 1996 года «Ромео + Джульетта». Песня была включена в саундтрек фильма и третий студийный альбом Des’ree — Supernatural (1998). Песня была хорошо воспринята критиками за её эмоциональную мелодию и сдержанную постановку. Впервые выпущенная в качестве сингла в Австралии 24 февраля 1997 года, песня появилась в чарте синглов ARIA и чарте синглов Великобритании.

## Критика
Лиза Джардин из New Statesman отметила песню как «кульминацию» фильма. Джей Ди Консидайн написал, что трепетная интенсивность песни оказывает большее эмоциональное воздействие, чем многие фильмы. В обзоре альбома Supernatural для Entertainment Weekly Консидайн позже высоко оценил «гортанную эмоциональность», с которой Des’ree пела песню. Джим Фарбер из Daily News отметил песню как выдающийся трек из альбома и заявил, что она является «единственным треком, который углубляет настроение, раскрывая удовольствия цвета индиго её голоса».
Кейт Липпер из Richmond Times-Dispatch назвала пластинку отличной медленной песней, которую можно слушать без остановки. Однако Энн Пауэрс из The New York Times написала, что Des’ree слишком мелодраматична в «Kissing You». В интервью The Sunday Telegraph Шарлотта Черч назвала эту песню одной из своих любимых: Это одна из самых красивых песен, которые я когда-либо слышала. Там нет ритма, это просто прекрасная, убаюкивающая песня.

## Клип
В музыкальном клипе на песню представлены сцены «Ромео + Джульетты», в основном те, когда Ромео и Джульетта впервые встречаются на балу у Капулетти. Ближе к концу видео отображаются некоторые из финальных сцен фильма, и здание, в котором находится Дезри, освещается через окна. Видео было включено в специальное издание фильма на DVD, выпущенное в 2002 году.

## Трек-лист
- CD single[9][10]

1. «Kissing You» — 4:56
2. «You Gotta Be» — 4:06
3. «Warm Hands, Cold Heart» — 4:35
4. «Sword of Love» — 4:03
5. «Livin' in the City» (Meme’s Extended Club Mix) — 7:46

## Чарты
| Чарт(1997)       | Высшая позиция |
| ---------------- | -------------- |
| Австралия (ARIA) | 17             |

| Чарт(2012)                      | Высшая позиция |
| ------------------------------- | -------------- |
| Великобритания (OCC UK Singles) | 83             |

| Чарт(2016)     | Высшая позиция |
| -------------- | -------------- |
| Франция (SNEP) | 90             |